# Phenjan Városi Sportegyesület
A Phenjan Városi Sportegyesület (hangul: 평양시체육단, handzsa: 平壤市體育團, RR: Pyongyang City Sports Club) élvonalbeli észak-koreai sportcsapat, a 4.25 fő riválisa.